# Alyogyne
Alyogyne é um género botânico pertencente à família Malvaceae.

## Espécies
- Alyogyne angulata
- Alyogyne angustiloba
- Alyogyne coronopifolia
- Alyogyne cuneiformis
- Alyogyne hakeifolia
- Alyogyne huegelii
- Alyogyne lilacina
- Alyogyne multifida
- Alyogyne pinoniana
- Alyogyne purpurea
- Alyogyne pyrrhophila
- Alyogyne wrayae